# Българска агенция за инвестиции
Българската агенция за инвестиции (на английски: InvestBulgaria Agency), съкратено БАИ, е изпълнителна агенция за насърчаване на инвестициите към Министерството на иновациите и растежа.  Тя е създадена, за да подпомага министъра при изпълнението на държавната политика в областта на насърчаване на инвестициите.
Агенцията осъществява функции по насърчаване, привличане и подпомагане на инвестициите, като съдейства за разработване на Стратегията на правителството за насърчаване на инвестициите и за провеждане на държавната политика в областта на инвестициите. БАИ извършва инвестиционен маркетинг чрез печатни и електронни информационни материали, организиране на семинари и форуми, публикации на реклами в средства за масово осведомяване и директни контакти с перспективни потенциални инвеститори.
Обслужване на инвеститорите на етап на инвестиционното проучване, БАИ осъществява чрез предоставяне на всяка необходима за проучването информация, осигуряване на контакти с държавни институции, компании и обществени организации, предлагане на места за инвестиции, организиране на проучвателни посещения на място. БАИ оказва информационно и административно съдействие при регистрации и получаване на разрешения от други държавни органи, правни съвети, намиране на партньори, подизпълнители и доставчици.
Съгласно Закона за насърчаване на инвестициите (ЗНИ), секторите, които агенцията обслужва, включват: машиностроене, производство, информационни технологии, аутсорсинг на бизнес процеси, химическа промишленост, балнеология, електротехника и електроника, храни и земеделие (вторично производство), здравеопазване и медицински туризъм, транспорт и логистика.
Процесът на сертифициране на инвестиционни проекти съгласно ЗНИ се използва със система от насърчителни мерки за първоначални инвестиции в дълготрайни материални и нематериални активи и свързаните с тях нови работни места.